# Megabus
Megabus — междугородный и международный автобусный перевозчик, управляемый компанией Stagecoach (с англ. — «Дилижанс»). Штаб-квартира расположена в Перте, Шотландия, Великобритания. Компания Megabus начала работу в августе 2003 года. Первоначально она была представлена только в Великобритании, но к декабрю 2012 года обслуживала 60 направлений в самой Великобритании, а также в Ирландии, Франции, Бельгии, Нидерландах, США и Канаде. Некоторые линии обслуживаются железнодорожной компанией Megatrain, которой также владеет Stagecoach. Тариф за одну поездку на автобусе начинается от £ 1 / € 1 с комиссией 50p/50c за бронирование, при покупке билетов через Интернет.